# Santa Maria della Divina Provvidenza a Ponte
Santa Maria della Divina Provvidenza a Ponte är ett dekonsekrerat kapell i Rom, helgat åt Jungfru Maria och särskilt åt hennes roll som Vår Fru av Rosenkransen. Kapellet är beläget vid Via degli Acquasparta i Rione Ponte.

## Historia
Under 1500-talet uppfördes på denna plats Palazzo Ruiz, även benämnt Palazzo Alveri Ruiz Sacripante. I slutet av 1800-talet företogs en del rivningar i området för att anlägga Via Giuseppe Zanardelli fram till Ponte Umberto I. I samband med detta projekt revs en del av palatset och ersattes med en ny tillbyggnad, i vilken kapellet uppfördes åren 1888–1889 efter ritningar av arkitekten Luca Carimini.
Palatset överläts åt kongregationen Istituto della Divina Provvidenza och senare åt Unione Superiore Maggiori d'Italia (USMI). 
Mellan nummer 22 och 23 vid Via degli Acquasparta finns kapellets exteriörarkitektur med ett stort serlianskt fönster, flankerat av pilastrar med joniska kapitäl. 